# Ducado de Abrantes
El ducado de Abrantes es un título nobiliario español otorgado por Felipe IV de España a Alfonso de Láncaster y Láncaster Enríquez de Girón, I marqués de Puerto Seguro, el 23 de marzo de 1642. Obtuvo la grandeza de España el 2 de septiembre de 1650, y le fue ratificada el 20 de noviembre de 1663.

## Denominación
Su nombre hace referencia al municipio portugués de Abrantes, en el distrito de Santarém, región Centro y subregión de Medio Tejo. Antiguamente la localidad pertenecía a la provincia de Ribatejo.

## Duques de Abrantes

Armas de la ciudad de Abrantes, Portugal

|                        | Titular                                                      | Periodo                |
| Creación por Felipe IV | Creación por Felipe IV                                       | Creación por Felipe IV |
| ---------------------- | ------------------------------------------------------------ | ---------------------- |
| I                      | Alfonso de Láncaster y Láncaster Enríquez de Girón           | 1642-1654              |
| II                     | Agustín de Láncaster y Sande Padilla                         | 1654-1720              |
| III                    | Juan Manuel de Láncaster Sande y Silva                       | 1720-1733              |
| IV                     | Juan Antonio de Carvajal y Láncaster                         | 1733-1747              |
| V                      | Manuel Bernardino de Carvajal y Zúñiga                       | 1747-1783              |
| VI                     | Ángel María de Carvajal y Gonzaga                            | 1783-1793              |
| VII                    | Manuel Guillermo de Carvajal y Fernández de Córdoba          | 1793-1816              |
| VIII                   | Ángel María de Carvajal y Fernández de Córdoba               | 1793-1839              |
| IX                     | Ángel María de Carvajal y Téllez-Girón                       | 1839-1890              |
| X                      | Ángel Luis de Carvajal y Fernández de Córdoba y Téllez-Girón | 1890-1898              |
| XI                     | Manuel Bernardino de Carvajal y Gutiérrez de la Concha       | 1899-1915              |
| XII                    | María del Carmen de Carvajal y del Alcázar                   | 1915-1938              |
| XIII                   | José Manuel de Zuleta y Carvajal                             | 1939-1992              |
| XIV                    | José Manuel de Zuleta y Alejandro                            | 1997-actual            |

## Historia de los duques de Abrantes
- Alfonso de Láncaster y Láncaster Enríquez de Girón (1597-27 de marzo de 1654), I duque de Abrantes,[4][5]  I marqués de Puerto Seguro y I marqués de Sardoal (con ducado), bisnieto del rey Juan II de Portugal, hijo de Álvaro de Láncaster, III  duque de Aveiro.

Casó el 15 de julio de 1627 con Ana de Sande Padilla y Bobadilla (m. 1650), II marquesa de Valdefuentes, y II condesa de la Mejorada, hija de Álvaro de Sande y Enquíquez, III y último marqués de la Piovera y I marqués de Valdefuentes. Le sucedió su hijo:
- Agustín de Láncaster y Sande Padilla (Lisboa, 1639-23 de febrero de 1720), II duque de Abrantes,[5][4] II marqués de Puerto Seguro, II marqués de Sardoal, III marqués de Valdefuentes y III conde de la Mejorada.[6]

Casó, el 8 de noviembre de 1656, con Juana de Noroña y Castro, hija del duque de Linares. Le sucedió su hijo:
- Juan Manuel de Láncaster Sande y Silva (m. Madrid, 1 de noviembre de 1733), III duque de Abrantes,[5][4] IV duque de Linares,[6] III marqués de Sardoal, IV marqués de Puerto Seguro, V marqués de Valdefuentes[7] y IV conde de la Mejorada,[6] obispo de Málaga,[6] obispo de Cuenca y patriarca de las Indias Occidentales.[6] Sin descendientes. Le sucedió su sobrino, hijo de su hermana María Josefa de Láncaster y Noroña y de su esposo Bernardino de Carvajal y Vivero (1668-1728), II conde de la Quinta de la Enjarada:[8]

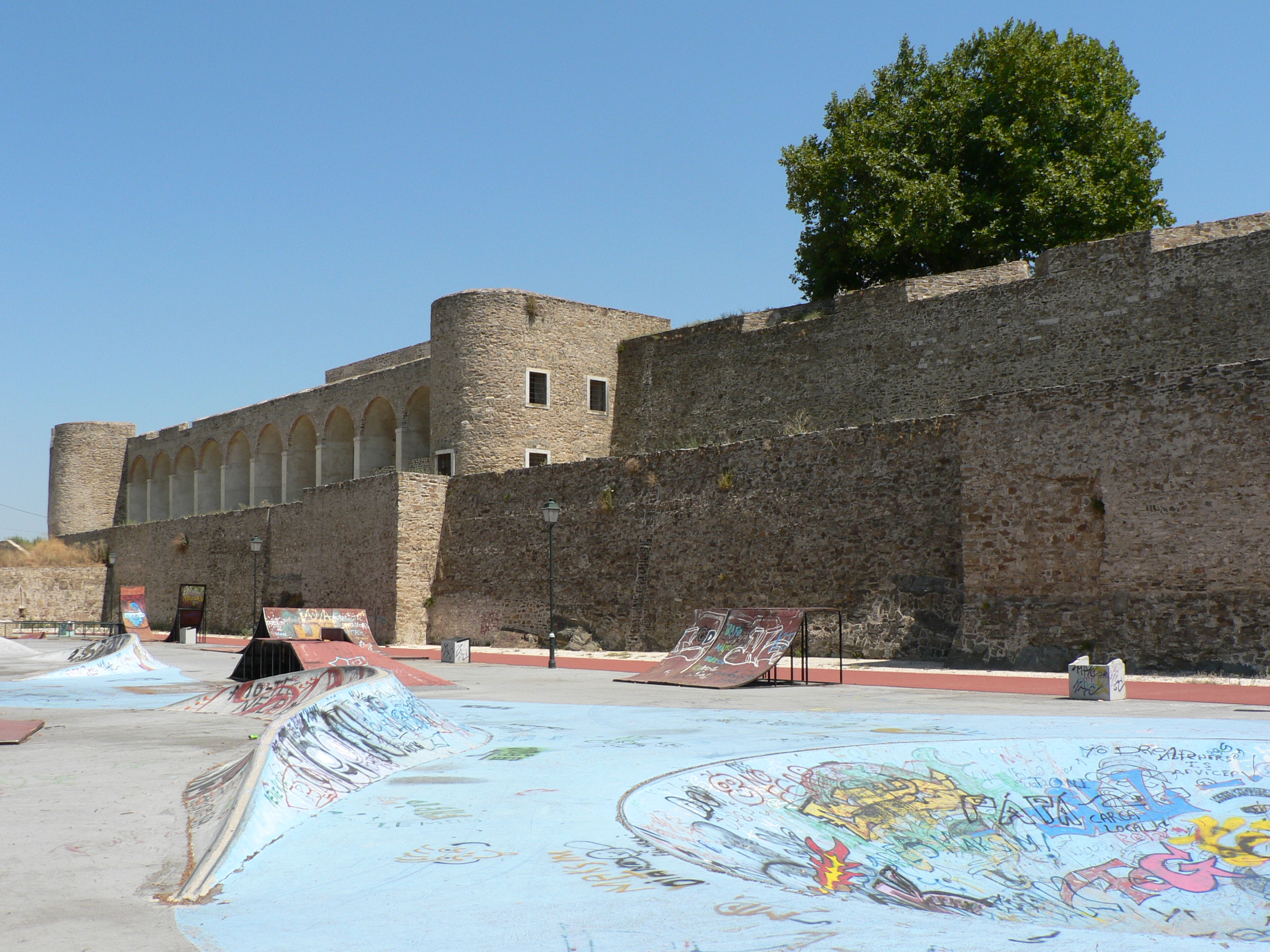
Castillo de Abrantes en Portugal

- Juan Antonio de Carvajal y Láncaster (Cáceres, 22 de mayo de 1688-1 de agosto de 1747), IV duque de Abrantes,[5][4] V duque de Linares,[8] IV marqués de Sardoal, VI marqués de Valdefuentes, V marqués de Puerto Seguro, V conde de la Mejorada, III conde de la Quinta de la Enjarada[8] y VIII conde del Valle de Orizaba en 1741.[9]

Casó el 16 de septiembre de 1734, en Madrid, con Francisca de Paula de Zúñiga y Ramírez de Arellano (m. 13 de mayo de 1742), hermana del VI marqués de Aguilafuente. Le sucedió su hijo:
- Manuel Bernardino de Carvajal y Zúñiga (Cáceres, 13 de diciembre de 1739-Cáceres, 6 de diciembre de 1783),[10] V duque de Abrantes,[5][4] VI duque de Linares,[8]  V marqués de Sardoal, VI marqués de Puerto Seguro, X conde de Villalba, VII marqués de Valdefuentes, IV conde de la Quinta de la Enjarada, VI conde de la Mejorada, XII marqués de Aguilafuente,  XV conde de Aguilar de Inestrillas[8] y consiliario de la Real Academia de Bellas Artes de San Fernando desde 1770.[10]

Casó, el 13 de diciembre de 1758, con María Micaela Gonzaga y Caracciolo (m. 9 de abril de 1777), hija del príncipe Francesco Gonzaga, I  duque de Solferino y de Giulia Quiteria Caracciolo. Le sucedió su hijo:

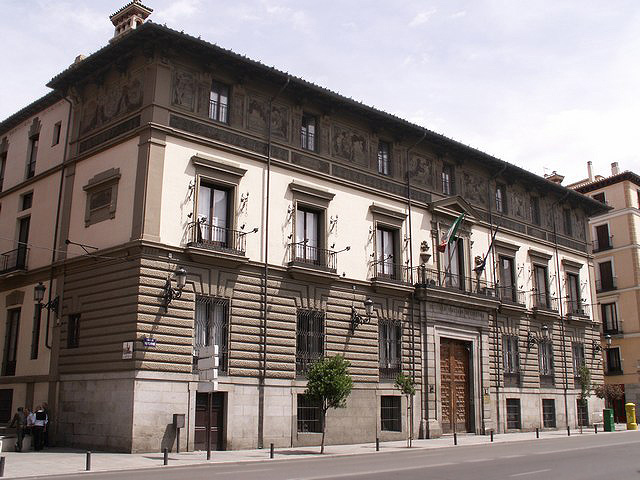
Palacio de Abrantes en Madrid

- Ángel María de Carvajal y Gonzaga (Madrid, 2 de marzo de 1771-13 de mayo de 1793), VI duque de Abrantes,[5][11] VII duque de Linares,[8]  VI marqués de Sardoal, VIII marqués de Valdefuentes, VII marqués de Puerto Seguro, VIII marqués de Navamorcuende,[8] V conde de la Quinta de la Enjarada, XVI conde de Aguilar de Inestrillas, VII conde de la Mejorada y XI marqués de Villalba.[8]

Casó, en 1788, con María Vicenta Soledad Fernández de Córdoba y Pimentel, hija de Pedro de Alcántara Fernández de Córdoba, XII duque de Medinaceli, y de su segunda esposa, María Petronila de Alcántara Enríquez y Cernesio, VII marquesa de Mancera, grande de España.  Le sucedió su hijo:
- Manuel Guillermo de Carvajal y Fernández de Córdoba (Madrid, 1790-1816),[12] VII duque de Abrantes,[12] VIII duque de Linares,[8] VII marqués de Sardoal, IX marqués de Valdefuentes, VIII marqués de Puerto Seguro, IX marqués de Navamorcuende,[8]  VI conde de la Quinta de la Enjarada, XVII conde de Aguilar de Inestrillas, XII conde de Villalba, XIV marqués de Aguilafuente,  VIII conde de la Mejorada y XXI señor de los Cameros.[8] Le sucedió su hermano:

- Ángel María de Carvajal y Fernández de Córdoba y Gonzaga (1793-20 de abril de 1839), VIII duque de Abrantes,[12] IX duque de Linares,[8] IX marqués de Puerto Seguro, VIII marqués de Sardoal, X marqués de Valdefuentes, X marqués de Navamorcuende,[8]  VII conde de la Quinta de la Enjarada, XVIII conde de Aguilar de Inestrillas, IX conde de la Mejorada, XV marqués de Aguilafuente, caballerizo mayor de la reina Isabel II, ballestero y montero mayor.

Casó el 1 de enero de 1813, en Cádiz, con Manuela Téllez Girón y Pimentel, II condesa de Coquinas, En 24 de diciembre de 1848, le sucedió su hijo:
- Ángel María de Carvajal y Téllez-Girón (Madrid, 20 de noviembre de 1815-Madrid, 3 de enero de 1890), IX duque de Abrantes,[12] X duque de Linares,[14] IX marqués de Sardoal, XI marqués de Valdefuentes, X marqués de Puerto Seguro, XI marqués de Navamorcuende,[14] VIII conde de la Quinta de la Enjarada, XIX conde de Aguilar de Inestrillas, X conde de la Mejorada, XIV conde de Villalba.[14]

Casó en primeras nupcias, el 10 de febrero de 1840 con María África Fernández de Córdoba y Ponce de León (m. 1866), hija de Luis Fernández de Córdoba-Figueroa y Aragón, XIV duque de Medinaceli, y de su esposa María de la Concepción Ponce de León y Carvajal.  Contrajo un segundo matrimonio, el 27 de abril de 1874, con Josefa Jiménez Molina Jiménez (m. 1903). Le sucedió su hijo del primer matrimonio:
- Ángel María de Carvajal y Fernández de Córdoba y Téllez-Girón (Granada, 23 de diciembre de 1841-Madrid, 4 de mayo de 1898), X duque de Abrantes,[5][12] XI duque de Linares,[14] X marqués de Sardoal.

Casó, el 2 de abril de 1866, con Petra de Alcántara Gutiérrez de la Concha y Tovar, II marquesa del Duero, IX marquesa de Revilla, X marquesa de los Aguilares, VII marquesa de Castro de Torres, X condesa de Lences, VII condesa de Cancelada. Le sucedió su hijo:
- Manuel Bernardino de Carvajal y Gutiérrez de la Concha (Munguia, Vizcaya, 9 de septiembre de 1868-Madrid, 19 de noviembre de 1915), XI duque de Abrantes,[5][12] XII duque de Linares,[14] XI marqués de Sardoal,[14] III marqués de Duero[14] y XI conde de Lences.[14]

Casó el 2 de julio de 1900, en Madrid, con María del Carmen del Alcázar y Roca de Togores, hija de Diego del Alcázar y Guzmán, VII marqués de Peñafuente, XII conde de Villamediana, V conde de los Acevedos y II vizconde de Tuy, y de María del Carmen Roca de Togores y Aguirre-Solarte. Le sucedió su única hija:
- María del Carmen de Carvajal y del Alcázar (Munguía, 14 de septiembre de 1901-7 de enero de 1938), XII duquesa de Abrantes,[14]  XIII duquesa de Linares,[14] XII marquesa de Sardoal, III marquesa del Duero,[14] VIII condesa de Cancelada, XII condesa de Lences y dama de la Reina Victoria Eugenia de Battenberg.[14]

Casó, el 2 de julio de 1920, siendo su primera esposa, con Francisco de Borja Zuleta de Reales y Queipo de Llano, XXII conde de Belalcázar. Le sucedió su hijo:

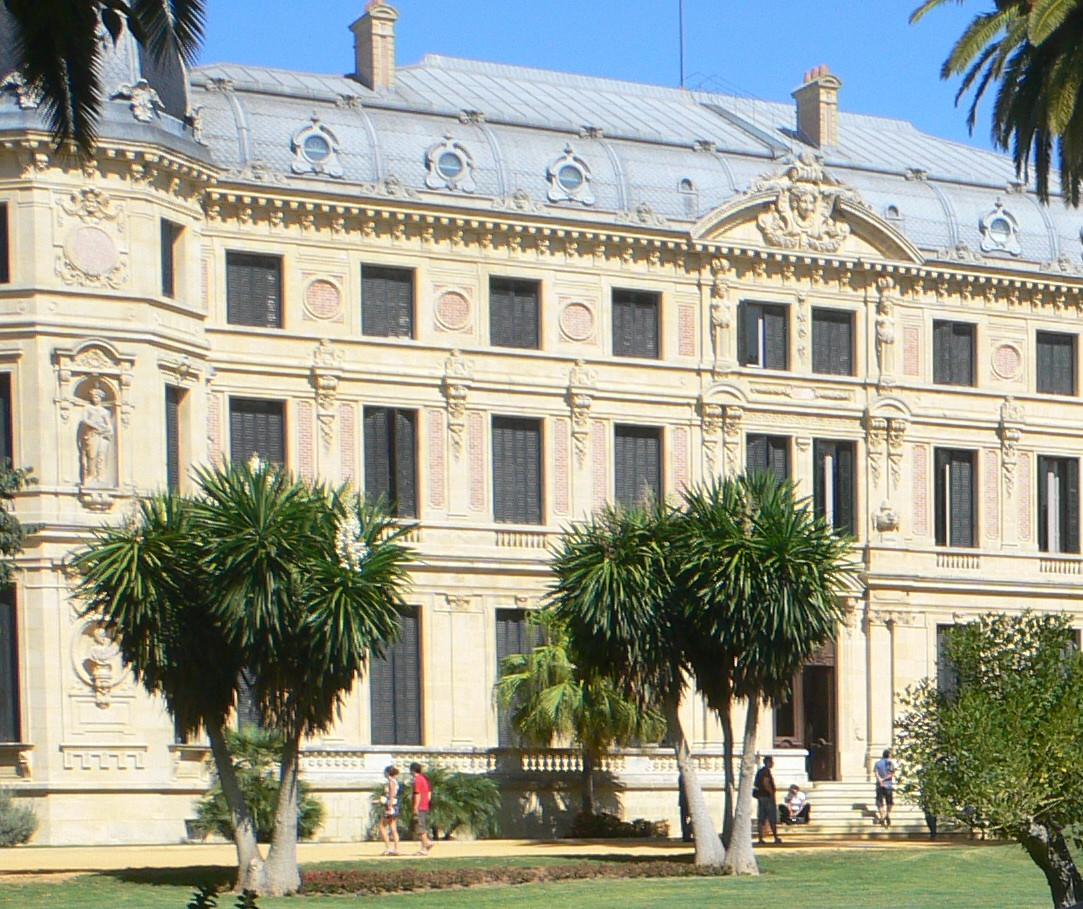
Palacio de Abrantes en Jerez

- José Manuel Zuleta de Reales y Carvajal (1927-San Fernando, 15 de octubre de 1992), XIII duque de Abrantes,[20][19] XIV duque de Linares,[19] XIII marqués de Sardoal, XIV marqués de Valdefuentes, V marqués del Duero,[19] XIII conde de Lences, IX conde de Cancelada y XXIII conde de Belalcázar.[19]

Casó, el 2 de mayo de 1957, con Virginia Alejandro y García. Le sucedió su hijo:
- José Manuel de Zuleta y Alejandro (n. Melilla, 8 de diciembre de 1960),[19] XIV duque de Abrantes,[19] XIV marqués de Sardoal,[21] VI marqués del Duero,[19] XV marqués de Valdefuentes, XXIV conde de Belalcázar,[19] X conde de Cancelada,[21] XV conde de Lences, XVIII conde de Casares y capitán de caballería.[21] Entre 2007 y 2024 estuvo al servicio de la reina Letizia, primero como jefe de la Secretaría de la Princesa de Asturias y, posteriormente, como jefe de la Secretaría de la Reina.[22]

Contrajo matrimonio, el 10 de mayo de 1986, con Ana Pérez de Guzmán y Lizasoain, hija del VI conde de la Marquina. Padres de Ana Luisa de Zuleta de Reales y Pérez de Guzmán, XV marquesa de Sardoal desde 2009.